# Paul Bonno
Paul Bonno (* 29. Januar 1954 in Tahiti) ist ein ehemaliger französischer Radrennfahrer und nationaler Meister im Radsport.

## Sportliche Laufbahn
1975 wurde er französischer Meister in der Einerverfolgung der Amateure. nachdem er ein Jahr zuvor bereits Vize-Meister geworden war. Ebenfalls 1975 gewann er die Militär-Weltmeisterschaft in der Einerverfolgung. 1976 war er Teilnehmer der Olympischen Sommerspiele in Montreal. Er startete in der Mannschaftsverfolgung, sein Team (in dem auch Pierre Trentin fuhr) belegte den 9. Rang im Wettbewerb. 1977 und 1978 war er für Frankreich bei den UCI-Bahn-Weltmeisterschaften in der Mannschaftsverfolgung am Start. 1979 und 1980 gewann er bei den Kontinentalmeisterschaften von Ozeanien jeweils das Steherrennen.

## Berufliches
Nach seiner Laufbahn arbeitete er als Radsporttrainer in Französisch-Polynesien.